# Олексієнко Денис Сергійович
Дени́с Сергі́йович Олексі́єнко — солдат ЗСУ, учасник російсько-української війни. Кавалер ордена «За мужність» III ступеня.

## Життєпис
Навчався в школі № 307 з поглибленим вивченням природничих наук у місті Київ.
Закінчив факультет економічних наук НаУКМА за спеціальністю менеджмент у 2021 році.
Того ж року став на захист України та долучився до ДШВ ЗСУ.
Загинув при виході на бойове завдання.